# Dienstlaufbahnabzeichen (NVA)
Die Dienstlaufbahnabzeichen der Nationalen Volksarmee waren in der Deutschen Demokratischen Republik (DDR) eine im Fachbereich des Ministeriums für Nationale Verteidigung verliehene nichtstaatliche Auszeichnung, welche mit Befehl Nr. 49/57 am 22. Juni 1957 vom Minister für Nationale Verteidigung Willi Stoph schrittweise erstmals für die Angehörigen der NVA eingeführt wurden. Ihre Stiftung erfolgte mit gleichem Befehl für die Einführung der Schützenschnüre. Die Dienstlaufbahnabzeichen für die Offiziere der Luftstreitkräfte galten dabei als Vorläufer der Klassifizierungsspangen der NVA, die nach und nach ihren Platz einnahmen. Die Dienstlaufbahnabzeichen erhielten alle Soldaten, Flieger, Matrosen, Unteroffiziere, Maate und Offiziere, die eine abgeschlossene Spezialausbildung der NVA genossen hatten.

## Arten der Dienstlaufbahnabzeichen

### Dienstlaufbahnabzeichen für Steuerleute

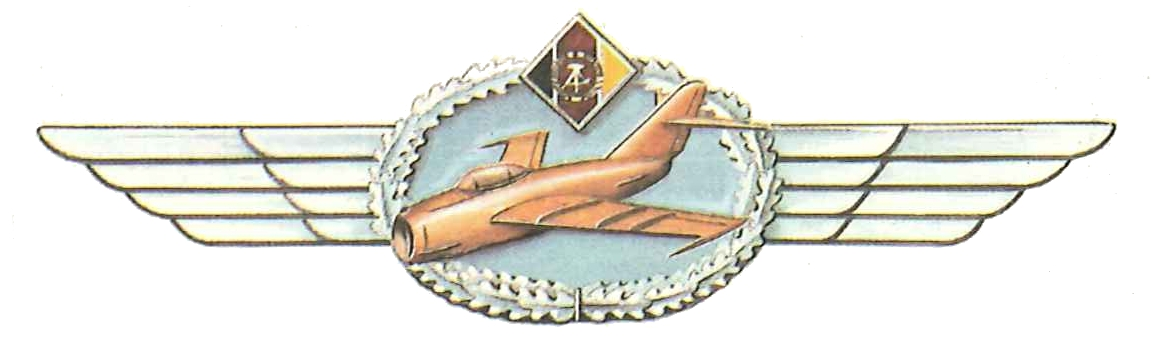
Dienstlaufbahnabzeichen Steuerleute von 1960 bis 1967

Das Dienstlaufbahnabzeichen für Steuerleute war für Offiziere der Luftstreitkräfte der NVA bestimmt, die zum fliegerischen Begleitpersonal abgeordnet waren und die noch nicht über ein Klassifizierungsabzeichen verfügten. Das Dienstlaufbahnabzeichen hat die Form einer Spange mit Schwingen, deren Breite ca. 34 mm beträgt. In der Mitte der Spange ist ein quer liegender, ovaler Eichenlaubkranz zu sehen, dessen Umfang ca. 29 mm beträgt. In dessen oberer Mitte ist das Abzeichen der Luftstreitkräfte aufgelegt. In der Mitte des Kranzes liegt auf einem hellblauen Grund eine bronzene MiG-17. Die Schwingen und der Eichenlaubkranz sind versilbert. Die Verleihungen erfolgten von 1960 bis 1967. In diesem Jahr wurden die Verleihungen der Spange dann endgültig auch eingestellt. Grund war die veränderte Ausbildungsrichtlinie, die gleich mit dem Erwerb einer Klassifizierungsspange verbunden war.

### Dienstlaufbahnabzeichen für Leiter des Fallschirmdienstes

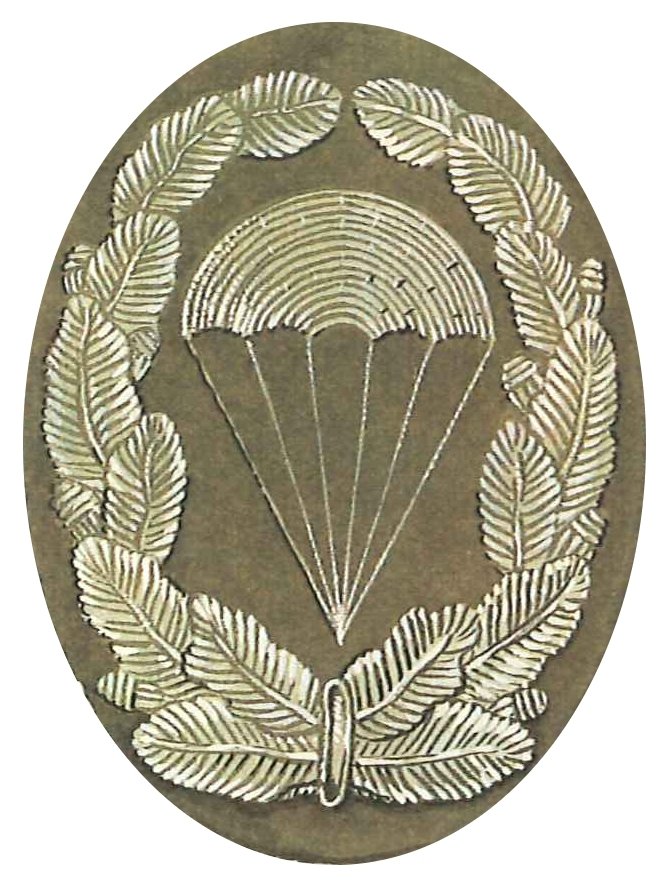
Dienstlaufbahnabzeichen Leiter des Fallschirmdienstes von 1957 bis 1960

Dieses Dienstlaufabzeichen wurde ab 1957 bis 1960 an alle Leiter des Fallschirmdienstes verliehen, die nach Erreichung einer bestimmten Qualifikationsstufe, die dazu nötige Berechtigung erhielten. Das silbrig gestickte Abzeichen auf dunkelgrüner Stoffunterlage gestickt, 57 mm hoch und 45 mm breit und zeigt einen geöffneten Fallschirm innerhalb eines Eichenlaubkranzes. Von diesem Stoffmuster sind auch Probeprägungen für ein Metallabzeichen hergestellt wurden, die allerdings nicht zur Ausgabe gelangten. 1960 wurden die Verleihungen der Spange dann endgültig eingestellt. Grund war die veränderte Ausbildungsrichtlinie, die gleich mit dem Erwerb einer Klassifizierungsspange verbunden war.

### Dienstlaufbahnabzeichen für Offiziere des Fallschirmdienstes

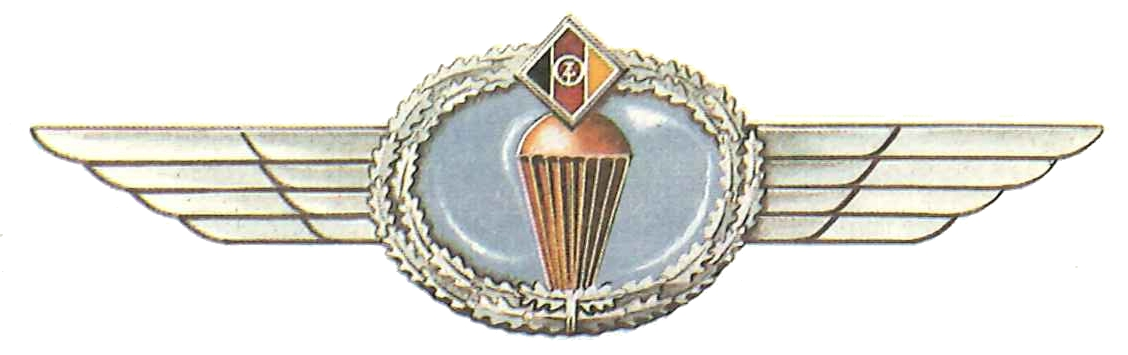
Das Dienstlaufbahnabzeichen für Offiziere des Fallschirmdienstes von 1960 bis 1967

Das Dienstlaufbahnabzeichen für Offiziere des Fallschirmdienstes wurde von 1960 bis 1967 verliehen. Es erhielten alle Offiziere der Luftstreitkräfte der NVA, die noch keine Klassifizierungsspange erhalten hatten. Es war 91 mm breit und 26 mm hoch. Es hat die Form einer Spange mit Schwingen. In der Mitte der Spange ist ein quer liegender, ovaler Eichenlaubkranz zu sehen, dessen Breite ca. 34 mm beträgt. In dessen oberen Mitte des Kranzes ist das Abzeichen der Luftstreitkräfte aufgelegt. In der Mitte des Kranzes liegt auf einen hellblauen Grund ein geöffneter bronzener Fallschirm, dessen Spitze nicht zu sehen ist. Die Schwingen sowie der Eichenlaubkranz sind versilbert. 1967 wurden die Verleihungen der Spange dann endgültig eingestellt. Grund war die veränderte Ausbildungsrichtlinie, die gleich mit dem Erwerb einer Klassifizierungsspange verbunden war.

### Dienstlaufbahnabzeichen für Flugzeugtechniker

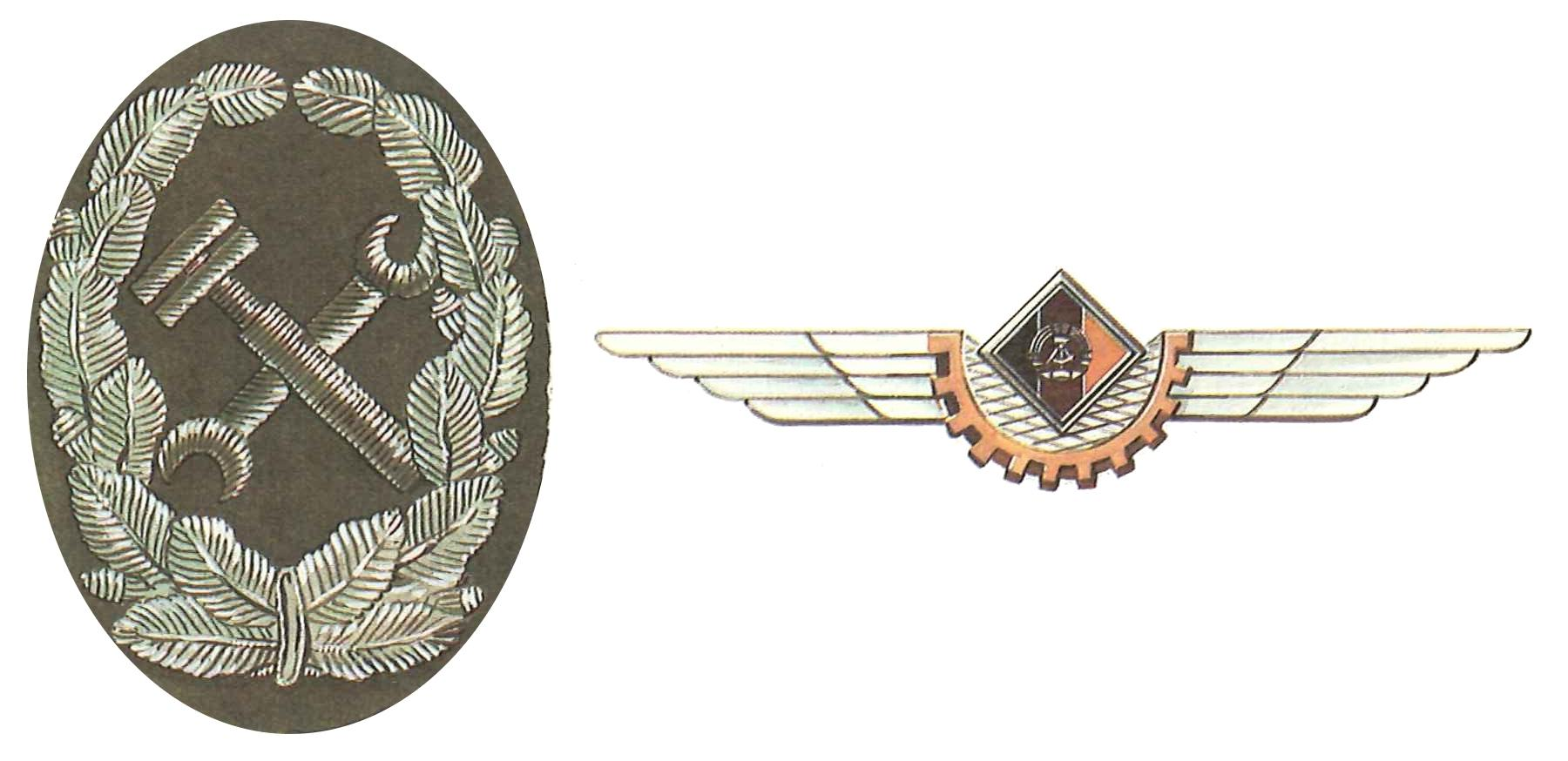
Dienstlaufbahnabzeichen für Flugzeugtechniker in zeitlichen Varianten

Das genannte Dienstlaufbahnabzeichen wurde an alle Offiziere des fliegertechnischen Personals verliehen, die eine Ausbildung zum Flugzeugtechniker erfolgreich absolviert hatten. Das silbrig gestickte Abzeichen, auf dunkelgrüner Stoffunterlage gestickt, 57 mm hoch und 45 mm breit und zeigt mittig zwei gekreuzte Symbole einen Schraubenschlüssel sowie eines Schraubenschlüssels innerhalb eines Eichenlaubkranzes. Von diesem Stoffmuster sind auch Probeprägungen für ein Metallabzeichen hergestellt wurden, die allerdings nicht zur Ausgabe gelangten. Die Verleihung des Stoffabzeichens erfolgte von 1957 bis 1960. Mit Befehl Nr. 13/60 vom 13. März 1960 wurde die Form der gestickten Form zugunsten einer Spange aus Buntmetall aufgegeben. Diese wurde 5 mm über der rechten Brusttasche der Uniform getragen und zeigt eine stilisierte silberne Spange mit Schwingen, deren Enden in ein halbkreisförmiges bronzenes Zahnrad übergehen. Dieses halbkreisförmige Zahnrad wird von einem Geflecht durchzogen, auf dessen das Hoheitszeichen der Luftstreitkräfte der DDR zu sehen ist. Diese Spange wurde von 1960 bis 1967 verliehen. Daneben gab es noch ein Probemuster, das mit der silbernen Spange identisch ist. Es war ebenso 91 mm und 20 mm hoch und goldfarben. Es sollte an alle Offiziere des ingenieurtechnischen und fliegertechnischen Personals einschließlich der Offiziere der fliegertechnischen Versorgung und der technischen Schulen der Luftstreitkräfte verliehen werden, die noch keine Klassifizierungsabzeichen besaßen. Eine Verleihung fand jedoch niemals statt.

### Dienstlaufbahnabzeichen für Flugzeugmechaniker für Soldaten und Unteroffiziere

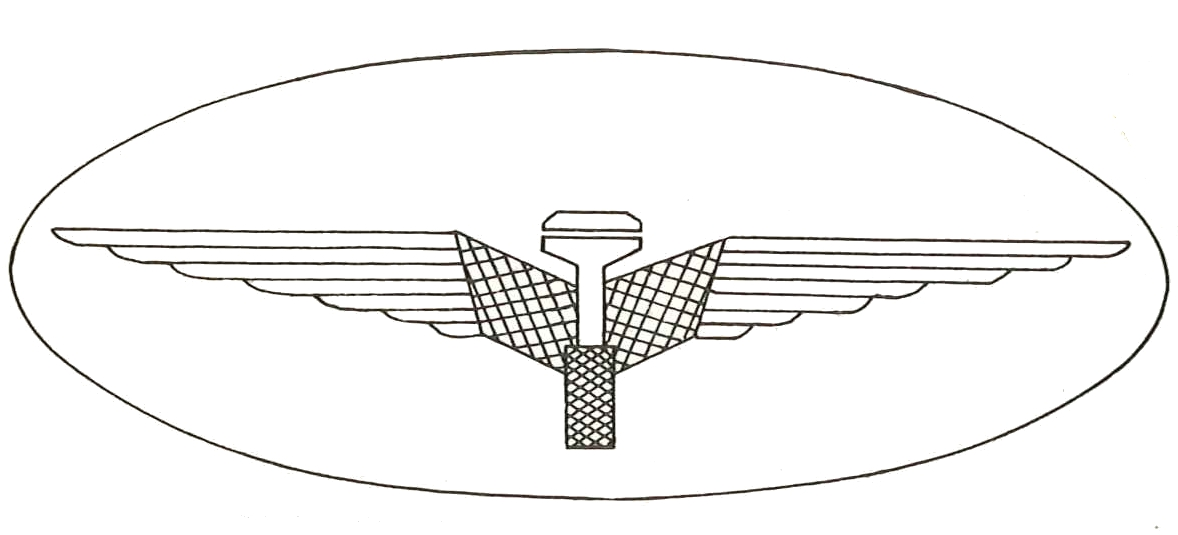
Dienstlaufbahnabzeichen für Flugzeugmechaniker für Soldaten und Unteroffiziere

Dieses Dienstlaufbahnabzeichens bestand aus einer gestickten Variante auf steingrauer Tuchunterlage, die auch am Ärmel getragen wurde. Es konnte an Soldaten und Unteroffiziere mit der Ausbildung zum Flugzeugmechaniker verliehen werden. Es zeigt mittig einen Schraubenschlüssel oder eine Schraubenzwinge, die innerhalb eines stilisierten aufschlagenden Flügelpaaes liegt. Der dazu angefertigte Prototyp aus Metall wurde zwar angefertigt, aber nicht verausgabt. Es fanden auch keine Nachprägungen statt. 1967 wurden die Verleihungen der Spange dann endgültig eingestellt. Grund war die veränderte Ausbildungsrichtlinie, die gleich mit dem Erwerb einer Klassifizierungsspange verbunden war.

### Dienstlaufbahnabzeichen für Flugzeugführer

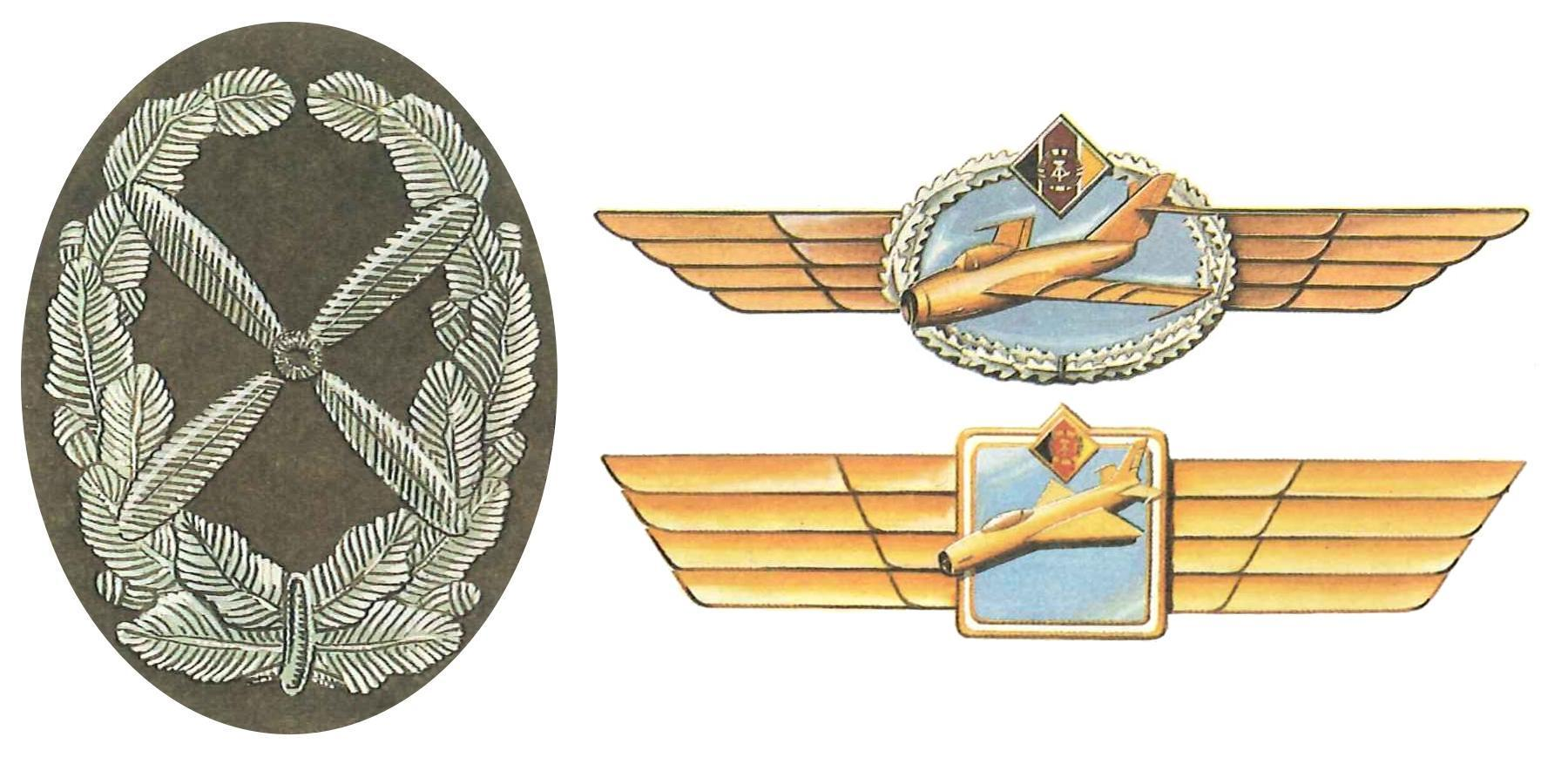
Dienstlaufbahnabzeichen Flugzeugführer in zeitlichen Varianten

Das Dienstlaufbahnabzeichen für Flugzeugführer wurde in der ersten Variante von 1957 bis 1960, der zweiten von 1960 bis 1967 und der dritten von 1967 bis 1983 verliehen. In diesem Jahr wurden die Verleihungen der Spange dann endgültig eingestellt. Grund war die veränderte Ausbildungsrichtlinie, die gleich mit dem Erwerb einer Klassifizierungsspange verbunden war. Die Ausgabe dieser Spange erfolgte somit an alle Offiziere der Luftstreitkräfte, die eine Fliegerausbildung erfolgreich abgeschlossen hatten, aber noch keine entsprechende Klassifizierungsspange besaßen. Die Verleihung erfolgte daher in der Regel zum Abschluss des Offiziersstudiums. Bevor die erste Form des Dienstlaufbahnabzeichens für Flugzeugführer entstand, gab es schon einen Vorläufer. Sie wurde bereits 1953 von den Piloten des Aero-Clubs getragen und wurde dann unverändert als erste offizielle Form des Abzeichens bekannt.
Die erste Form des Abzeichens bestand wie sein Vorläufer aus silbergestickten Aluminiumfäden, war 57 mm hoch, 45 mm breit und zeigte in seiner Mitte eine stilisierte vierblättrige Luftschraube von einem Eichenlaubkranz gerahmt. Eine Musterprägung in Metallausführung wurde zwar geprägt, gelangte aber nie zur Ausgabe.
Die zweite Form war eine Spange. Sie war 91 mm breit und 26 mm hoch. Sie hatte die Form einer Spange mit bronzenen Schwingen. In der Mitte der Spange ist ein quer liegender, silberner ovaler Eichenlaubkranz zu sehen, dessen Breite ca. 34 mm beträgt. In der oberen Mitte des Kranzes ist das Abzeichen der Luftstreitkräfte aufgelegt. In der Mitte des Kranzes liegt auf einen hellblauen Grund eine bronzene MiG-17. Es gab auch zwischenzeitliche Varianten mit goldenen Schwingen und goldenem Kranz.
Die dritte und letzte Form des Abzeichens, von 1967 bis ?? hat ebenfalls die Form einer Spange mit goldenen moderneren Schwingen, deren Breite ca. 91 mm und seine Höhe bei 24 mm beträgt. In der Mitte der Spange ist ein golden eingefasstes Quadrat von 20 × 20 mm zu sehen, das himmelblau emailliert ist. Darauf liegt eine nach links fliegende MiG-17.

### Dienstlaufbahnabzeichen, für Offiziere des Ingenieurtechnischen Dienstes (ITD)

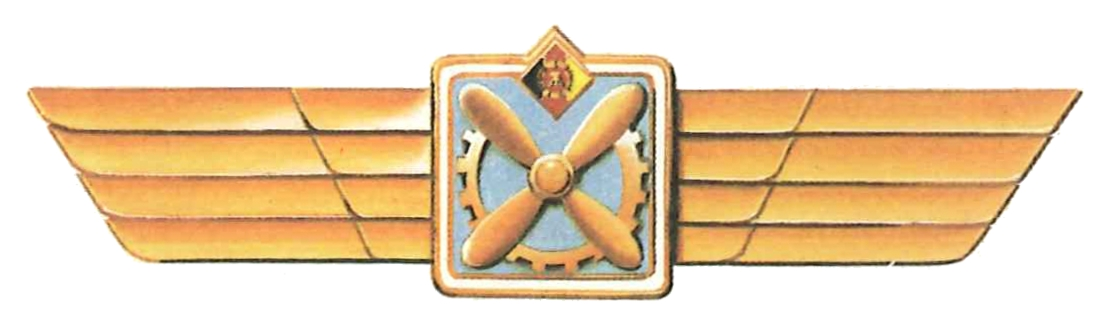
Dienstlaufbahnabzeichen für Offiziere des Ingenieurtechnischen Dienstes von 1967 bis 1989

Auch dieses Dienstlaufbahnabzeichen wurde an alle Offiziere des ingenieurtechnischen Dienstes verliehen, die noch keine Klassifizierungsspange besaßen. Die ersten Verleihungen erfolgten 1967. Das Dienstlaufbahnabzeichen hat die Form einer geflügelten Spange, deren Breite ca. 91 mm und deren Höhe bei 24 mm liegen. In der Mitte der Spange ist ein golden eingefasstes Quadrat von 20 × 20 mm zu sehen, das himmelblau emailliert ist. Darauf abgebildet ist eine vierblättrige Luftschraube (Propeller) vor einem Zahnkranz, der etwa drei Viertel des ganzen Umfanges ausmacht. Auf dem Quadrat ruht oben mittig das Hoheitszeichen der Luftstreitkräfte der DDR. Es existieren jedoch auch Varianten des Abzeichens, die in ihrem Mittelquadrat einen hellgrünen Grund zeigen.

### Postenführerabzeichen (1960)

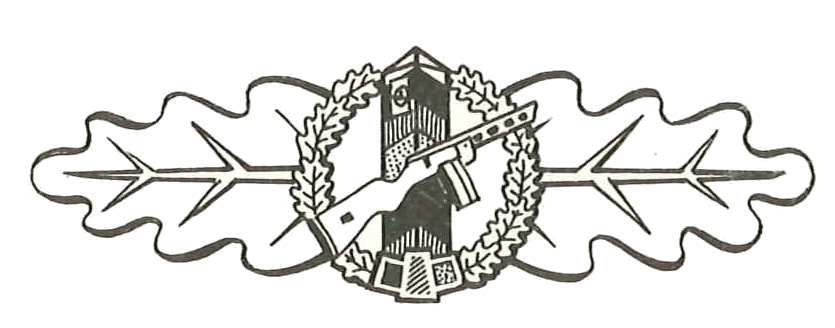
Probemuster des Dienstlaufbahnabzeichens für Postenführer der Deutsche Grenzpolizei

Das vorgesehene Postenführerabzeichen für die Grenztruppen der DDR ging auf eine Weisung des Rückwärtigen Dienstes des Kommandos der Deutschen Grenzpolizei zurück. In dieser Weisung wurde vorgeschlagen, ein Postenführerabzeichen als Dienstlaufbahnabzeichen einzuführen, das nur in einer Stufe verliehen werden sollte. Die Planungen gingen sogar so weit, dass vereinzelte Musterprägungen hergestellt worden sind. Allerdings gelangten diese Muster nicht zur Ausgabe. Der Grund der fallengelassenen Planung ist nicht bekannt.